# Just Stand Up!
Just Stand Up! (ang. Po prostu wstań!) – piosenka charytatywnej supergrupy wielu wokalistek, wykonana podczas telethonu Stand Up to Cancer.
Amerykański tekściarz i producent Antonio „L.A.” Reid wpadł na pomysł kolaboracji po spotkaniu z inicjatorem Stand Up to Cancer, charytatywnego programu dotyczącego raka. Reid wyprodukował utwór we współpracy z Babyface’em, a singel ukazał się 21 sierpnia 2008 roku. Dochód z jego sprzedaży przekazany został Stand Up to Cancer.
Artystki zaśpiewały utwór 5 września 2008 roku podczas telethonu Stand Up to Cancer, który transmitowany był na żywo na antenach ABC, CBS oraz NBC.
30 września 2008 ukazała się reedycja singla, zawierająca wersję studyjną „Just Stand Up!”, a także zapis z wykonania koncertowego.

## Artystki
- Mariah Carey
- Beyoncé
- Keyshia Cole
- Mary J. Blige
- Rihanna
- Carrie Underwood
- Fergie
- Sheryl Crow (wyłącznie w wersji studyjnej)
- Melissa Etheridge (wyłącznie w wersji studyjnej)
- Leona Lewis
- Natasha Bedingfield
- Miley Cyrus
- LeAnn Rimes (wyłącznie w wersji studyjnej)
- Ashanti
- Ciara
- Nicole Scherzinger (wyłącznie w wersji na żywo)

## Wykonanie na żywo
Wykonanie na żywo nastąpiło podczas telethonu Stand Up to Cancer, emitowanego przez wiele amerykańskich stacji telewizyjnych. Wzięła w nim udział większość artystek z wersji studyjnej, z wyjątkiem LeAnn Rimes, Sheryl Crow i Melissy Etheridge. Dodatkowo na scenie pojawiła się Nicole Scherzinger, której nie było w edycji oryginalnej, jednak w ramach koncertu zaśpiewała części tekstu należące do Sheryl Crow.
Wykonanie koncertowe różni się od wersji oryginalej „Just Stand Up!”, a jego zapis dostępny jest w iTunes.

## Lista utworów
1. „Just Stand Up!”
2. „Just Stand Up!” (zapis wykonania na żywo)

## Pozycje na listach
| Notowania (2008)                              | Najwyższa pozycja |
| --------------------------------------------- | ----------------- |
| Australia (ARIA)                              | 39                |
| Austria (Ö3 Austria Top 40)                   | 73                |
| Japonia (Japan Hot 100)                       | 85                |
| Kanada (Canadian Hot 100)                     | 10                |
| Nowa Zelandia (RIANZ)                         | 19                |
| Portugalia (Singles Top 50)                   | 25                |
| Stany Zjednoczone (Billboard Hot 100)         | 11                |
| Stany Zjednoczone (Hot R&B/Hip-Hop Songs)     | 57                |
| Stany Zjednoczone (Pop Songs)                 | 18                |
| Świat (World Singles Top 40)                  | 19                |
| Szwecja (Sverigetopplistan)                   | 51                |
| Wielka Brytania (The Official Charts Company) | 26                |
| Włochy (FIMI)                                 | 7                 |

## Personel
- Beyoncé Knowles, reprezentująca Columbia Records.
- Mary J. Blige, reprezentująca Geffen Records.
- Rihanna, reprezentująca Def Jam Recordings.
- Fergie i Sheryl Crow, reprezentujące A&M Records.
- Mariah Carey i Melissa Etheridge, reprezentujące Island Records.
- Natasha Bedingfield, reprezentująca Epic Records.
- Miley Cyrus, reprezentująca Hollywood Records.
- Leona Lewis, reprezentująca Sony BMG/Syco/J.
- Carrie Underwood, reprezentująca Arista Nashville.
- Keyshia Cole, reprezentująca Interscope-Geffen-A&M.
- LeAnn Rimes, reprezentująca Asylum-Curb.
- Ashanti, reprezentująca Universal Records.
- Ciara, reprezentująca Zomba Label Group/Sony BMG.
- Nicole Scherzinger, reprezentująca Polydor/A&M/Interscope. (wyłącznie w wykonaniu koncertowym)